# Vălișoara, Cluj

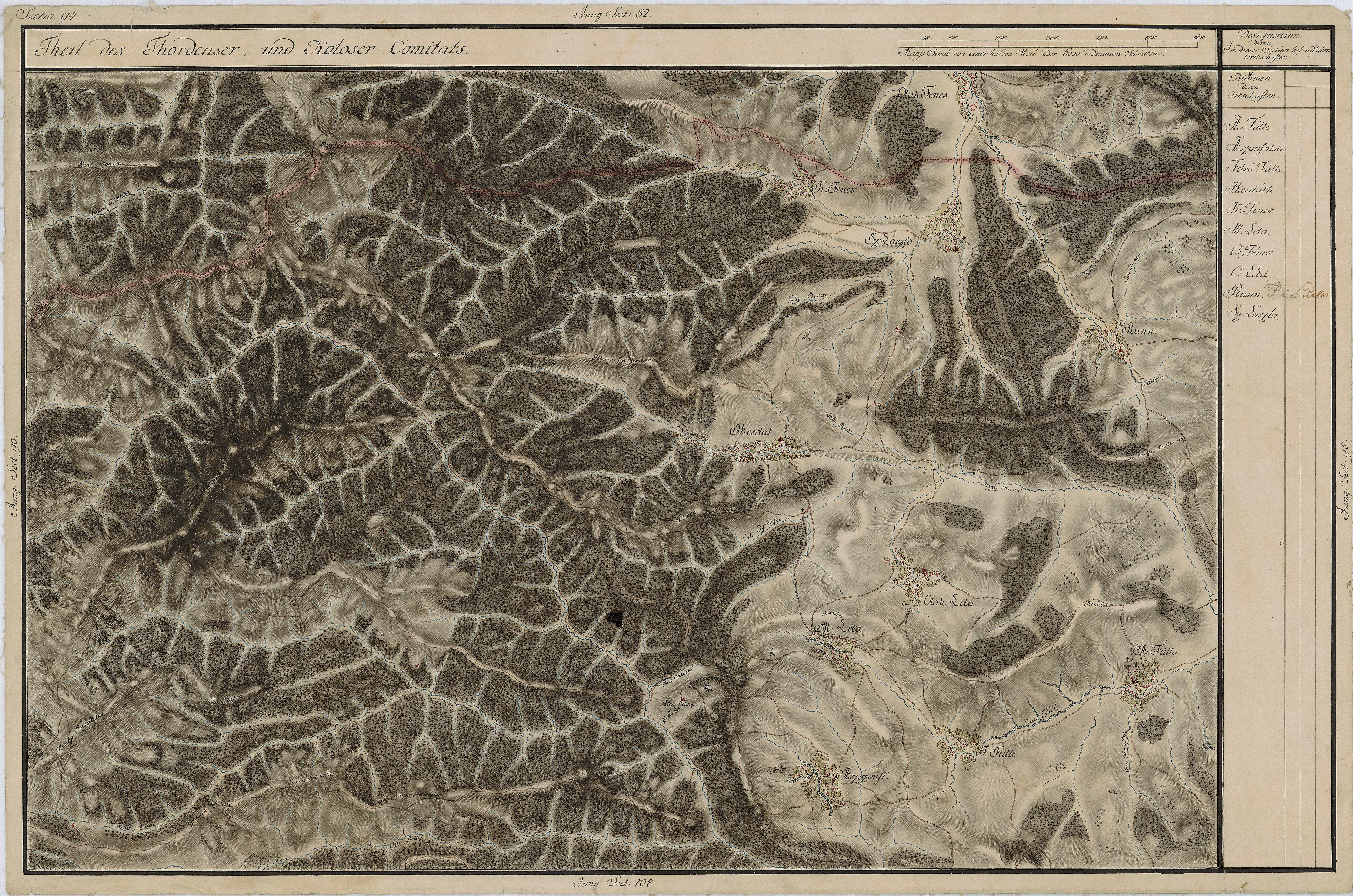
Vălişoara pe Harta Iosefină a Transilvaniei, 1769-1773 (Sectio 094)

Vălișoara (în trecut Rachișul Român) este un sat în comuna Săvădisla din județul Cluj, Transilvania, România.
Pe Harta Iosefină a Transilvaniei din 1769-1773 (Sectio 094), localitatea apare sub numele de „Runk”. 

## Vezi și
- Biserica de lemn din Vălișoara, Cluj